# Embajada de España en Túnez
La Embajada de España en Túnez es la máxima representación legal del Reino de España en la República Tunecina. 

## Embajador
El actual embajador es Guillermo Ardizone García, quien fue nombrado por el gobierno de Pedro Sánchez el 13 de julio de 2018.

## Misión diplomática
El Reino de España posee sólo un edificio de representación en el país, la embajada en la ciudad de Túnez, creada con carácter residente en 1956.

## Historia
España estableció relaciones diplomáticas con Túnez en 1956, entonces un reino gobernado por Muhammad VIII al-Amin, pero un año después se proclamó la república tras un «golpe» del primer ministro Habib Burguiba. Formalmente el 25 de julio de 1957 la Asamblea Nacional Constituyente de Túnez declaró la derrocación de la dinastía husaynita y el establecimiento de la república. Túnez es un socio político y comercial de primer orden para España, y entre los dos países existe una buena sintonía diplomática. Existe una clara voluntad por parte de ambos países de mejorar y profundizar las relaciones bilaterales en todos los órdenes en esta nueva fase de transición democrática.